# Monastyrys'ka
Monastyrys'ka (in ucraino Монастириська?; in polacco Monasterzyska) è una città dell'Ucraina (5380 abitanti) situata nel distretto di Čortkiv, nell'oblast' di Ternopil'. Ospita l'amministrazione della comunità territoriale di Monastyrys'ka una delle comunità territoriali dell'Ucraina.
Fino al 18 luglio 2020 Monastyrys'ka era il centro amministrativo del distretto di Monastyrys'ka, abolito come parte della riforma amministrativa dell'Ucraina, che ha ridotto a tre il numero dei distretti dell'oblast' di Ternopil'. L'area del distretto di Monastyrys'ka è stata trasferita al distretto di Čortkiv.